# Year of the Dog... Again
Year of the Dog... Again is het zesde studioalbum van rapper DMX. Het werd uitgebracht op 1 augustus 2006 (31 juli 2006 in het Verenigd Koninkrijk) en bevat de singles "We in Here" en "Lord Give Me A Sign".
In de eerste week na de uitgave werden in de Verenigde Staten al meteen 125.000 exemplaren verkocht. Dit is tevens het eerste album wat DMX bij Sony Entertainment uitbrengt. Het staat vast dat DMX nog 2 albums met Sony zal uitbrengen. Sommige nummers zijn opgenomen toen DMX nog bij Def Jam Records zat en dat zorgde voor enige commotie. Uiteindelijk mocht DMX toch de nummers uitbrengen.

## Tracks
1. "Intro"
2. "We In Here" (Ft. Swizz Beatz)
3. "I Run Shit" (Ft. Big Stan)
4. "Come Thru (Move)" (Ft. Busta Rhymes)
5. "It's Personal" (Ft. Styles P & Jadakiss)
6. "Baby Motha" (Ft. Janyce)
7. "Dog Love" (Ft. Janyce & Amerie)
8. "Wrong or Right (I'm Tired)" (Ft. BZR Royale)
9. "Give 'Em What They Want"
10. "Walk These Dogs" (Ft. Kashmir)
11. "Blown Away" (Ft. Jinx & Janyce)
12. "Goodbye"
13. "Life Be My Song"
14. "The Prayer VI"
15. "Lord Give Me a Sign"